# Vesna Krmpotić
Vesna Krmpotić (Dubrovnik, 17 de junio de 1932 – 21 de agosto de 2018) fue una escritora y traductora croata.
Krmpotić se graduó en filología inglesa y psicología en la Universidad de Zagreb. En Nueva Delhi, India, estudió el lenguaje bengalí. Después de casarse con Radivoje Petković, un diplomático, Krmpotić vivió en El Cairo, Washington, Accra, Nueva Delhi, y desde 2004 se estableció definitivamente en Belgrado. Escribió más de 70 libros y su libro Brdo iznad oblaka (1987) está considerada como una de las mejores novelas croatas. Krmpotić estuvo interesada en la religión oriental y la filosofía, influenciada por las enseñanzas de Sathya Sai Baba.
Krmpotić recibió numerosos premios literarios otorgados en Croacia, incluido el Premio Vladimir Nazor en 1999. y el Premio Tin Ujević en 2013.